# Луї Віктор Етьєнн Ріфо
Луї Віктор Етьєнн Ріфо (фр. Louis Victor Étienne Rifaut; 11 січня 1799, Париж — 2 березня 1838, Орлеан) — французький композитор і піаніст.

## Біографія
Народився 11 січня 1799 року у Парижі.
Закінчив Паризьку консерваторію, лауреат Римської премії (1821) за кантату «Діана». Автор ряду опер, у тому числі «Дуель» (фр. Le duel; 1826), «Король і човняр» (фр. Le roi et le batelier; 1827, у співавторстві з Фроманталем Галеві), «Табір золотої парчі» (фр. Le camp du Drap d'or; 1828, лібрето Поля де Кока, у співавторстві з Дезіре Александром Баттоном та Еме Леборном), «Гаспар» (1836) та ін. Працював в Паризькій консерваторії акомпаніатором; з цими обов'язками Ріфо був пов'язаний інцидент 1827 року, коли Ріфо на прослуховуванні робіт шукачів Римської премії відмовився акомпанувати співакам, що виконували кантату молодого Гектора Берліоза «Смерть Орфея», заявивши, що цю музику неможливо виконати. Надалі вів у консерваторії клас гармонії.
Помер 2 березня 1838 року в Орлеані.